# Медаль «За перемогу над Німеччиною у Великій Вітчизняній війні 1941—1945 рр.»
Меда́ль «За перемо́гу над Німе́ччиною у Вели́кій Вітчизня́ній війні́ 1941—1945 рр.» — медаль, державна нагорода СРСР. Введена указом Президії Верховної Ради СРСР 9 травня 1945 року в ознаменування перемоги СРСР у Великій Вітчизняній війні. Автори медалі — художники Романов та Андріанов.

## Опис
Медаль «За перемогу над Німеччиною у Великій Вітчизняній війні 1941—1945 рр.» має форму правильного круга діаметром 32 мм, виготовлена з латуні.
На лицьовій стороні медалі розміщений профільний погрудний портрет Й. В. Сталіна у формі Маршала Радянського Союзу. У верхній частині медалі по колу розташований напис «НАШЕ ДЕЛО ПРАВОЕ», у нижній частині по колу — напис «МЫ ПОБЕДИЛИ».
На зворотній стороні медалі — написи «ЗА ПОБЕДУ НАД ГЕРМАНИЕЙ» (по колу) та «В ВЕЛИКОЙ ОТЕЧЕСТВЕННОЙ ВОЙНЕ 1941—1945 ГГ.» (у центрі). Внизу — маленьке зображення п'ятикутної зірки. Усі написи та зображення на медалі — випуклі.
Медаль за допомогою вушка і кільця з'єднується з п'ятикутною колодочкою, обтягнутою шовковою муаровою стрічкою шириною 24 мм. На стрічці 5 подовжніх смужок рівної ширини — 3 чорного та 2 помаранчевого кольору, по краях стрічки — вузькі смужки помаранчевого кольору.

## Нагородження медаллю
Медаллю «За перемогу над Німеччиною у Великій Вітчизняній війні 1941—1945 рр.» нагороджувалися:
- усі військовослужбовці та особи вільнонайманого штатного складу, які у лавах Радянської Армії, Військово-морського флоту або військ НКВС брали безпосередню участь у бойових діях на фронтах Великої Вітчизняної війни або забезпечували перемогу своєю роботою у військових округах;
- усі військовослужбовці та особи вільнонайманого штатного складу, які проходили службу в лавах Радянської Армії, Військово-морського флоту або військ НКВС у період Великої Вітчизняної війни, але вибули з них через поранення, хворобу або каліцтво, а також переведені за рішенням державних та партійних організацій на іншу роботу поза армією.

Медаль носиться на лівій стороні грудей, за наявності у нагородженого інших медалей СРСР розташовується після медалі «За оборону Радянського Заполяр'я».
Станом на 1 січня 1995 року медаллю «За перемогу над Німеччиною у Великій Вітчизняній війні 1941—1945 рр.» було проведено приблизно 14 993 000 нагороджень.
Особи, нагороджені медаллю «За перемогу над Німеччиною у Великій Вітчизняній війні 1941—1945 рр.», у наступному мали право на нагородження ювілейними медалями:
- «Двадцять років перемоги у Великій Вітчизняній війні 1941—1945 рр.»
- «Тридцять років перемоги у Великій Вітчизняній війні 1941—1945 рр.»
- «Сорок років перемоги у Великій Вітчизняній війні 1941—1945 рр.»
- «П'ятдесят років перемоги у Великій Вітчизняній війні 1941—1945 рр.».